# Albert VI de Mecklembourg-Güstrow
Pour les articles homonymes, voir Albert VI.
Albert VI de Mecklembourg-Güstrow, (en allemand: Albrecht VI von Mecklenburg-Güstrow), né en 1438, décédé le 16 février 1483. Il fut co-duc de Mecklembourg de 1471 à 1474, duc de Mecklembourg-Güstrow de 1474 à 1483.

## Famille
Fils de Henri IV de Mecklembourg et de Dorothée de Brandebourg. En 1468, Albert VI de Mecklembourg-Güstrow épousa Catherine de Lindau (décédée en 1485), (fille du comte Albert de Lindau). Cette union resta sans descendance.

## Généalogie
Albert VI de Mecklembourg-Güstrow appartient à la lignée de Mecklembourg-Güstrow de la première branche de la Maison de Mecklembourg. Cette lignée s'éteingit en 1695 avec le duc Gustave-Adolphe de Mecklembourg-Güstrow.